# Гренфелл, Бернард
Бернард Гренфелл (англ. Bernard Pyne Grenfell; 16.12.1869, Бирмингем — 18.05.1926) — британский египтолог и папиролог. Профессор Оксфорда (с 1908 года), член Британской академии (1905).
До его рождения его отец работал ассистентом подразделения античного антиквариата Британского музея, а мать впоследствии занималась исследованием скарабеев.
С 1908 года занял специально для него созданную должность профессора папирологии в Оксфордском университете.
Женат не был.